# نيفيس هيدالغو
نيفيس هيدالغو (بالإسبانية: Nieves Hidalgo)‏ هي مغنية إسبانية، ولدت في 19 نوفمبر 1976 في طليطلة في إسبانيا.